# Нік Гейґ
Тайлер Ніклаус (Нік) Гейґ (англ. Tyler Nicklaus «Nick» Hague, 24 вересня 1975) — астронавт НАСА, 558-й космонавт світу, 342-й астронавт США. Полковник Космічних сил США.
11 жовтня 2018 року на транспортному пілотованому кораблі (ТПК) «Союз МС-10» здійснив суборбітальний політ. Під час польоту сталася аварія ракети-носія «Союз-ФГ», після чого на висоті приблизно 90 км спрацювала система аварійного порятунку, спускний апарат з екіпажем приземлився на парашуті. За високий професіоналізм, виявлений за умов підвищеного ризику життя, був нагороджений російським орденом Мужності.
14 березня 2019 року у складі екіпажу ТПК «Союз МС-12» стартував із «Гагаринського старту» космодрому Байконур до МКС. Виконав космічний політ на Міжнародну космічну станцію як бортінженер за програмою МКС-59/60, тривалістю 202 діб 15 годин 44 хвилини. Здійснив три виходи у відкритий космос загальною тривалістю 19 годин 56 хвилин.

## Ранні роки, освіта
Народився 24 вересня 1975 року в місті Беллвілл (штат Канзас) у родині Дона та Бев Гейґ. Навчався у початковій школі Пібоді-Бернс у Пібоді (штат Канзас), де його батько був директором цієї школи. Своїм рідним містом Нік Гейґ вважає Гоксі (штат Канзас), куди сім'я переїхала після 1989 року, де він у 1994 році закінчив середню школу.
У травні 1998 року після закінчення Академії Повітряних сил США Гейґ здобув ступінь бакалавра наук у галузі астронавтики та звання другого лейтенанта ПС США. Продовжив навчання у Массачусетському технологічному інституті, після закінчення якого у 2000 році здобув ступінь магістра наук у галузі авіабудування та виробництва авіаційно-космічних систем.

## Військова служба
З серпня 2000 року служив на авіабазі ПС «Кертленд» у місті Альбукерке (штат Нью-Мексико), де займався технологіями перспективних космічних апаратів і літаків з покращеними характеристиками. У 2004 році капітан ПС Гейґ з відзнакою закінчив курси інженерів льотних випробувань у школі льотчиків-випробувачів ПС США на авіабазі «Едвардс» (штат Каліфорнія), після чого проходив службу у 416-й льотно-випробувальній ескадрильї, де брав участь у випробуваннях F-16, F-15 і T-38. Наприкінці 2004 року був відряджений на п'ять місяців до Іраку, де виконував авіарозвідку e рамках військової операції «Іракська свобода». Здійснив 139 бойових вильотів і виявив 45 вибухових пристроїв. З 2006 року Гейґ на факультеті астронавтики в Академії ПС США вів курс з вступної астронавтики, лінійного аналізу систем управління, а також навчав слухачів занурення з аквалангом.
У 2009 році майор Гейґ був обраний для програми поглибленого навчання у галузі національної безпеки, і направлений до групи радників при Сенаті США, консультуючих законодавців з питань національної оборони та зовнішньої політики. Пізніше служив у Пентагоні як представник Центрального командування ЗС США при Конгресі з питань бюджету. У 2012 році підполковника Гейґа призначено в Об'єднану організацію у боротьбі з імпровізованими вибуховими пристроями у місті Крістал-Сіті (штат Вірджинія) на посаду заступника начальника підрозділу досліджень і розробок.
У 2013—2015 роках проходив космічну підготовку у 21-му загоні астронавтів НАСА.
У 2016 році Гейґ отримав звання полковника.
У грудні 2020 року Гейґ добровільно перейшов із ПС на службу до Космічних сил США зі збереженням звання.

## Космічна підготовка
З 2011 до 2013 року брав участь у відборі астронавтів 21-го набору НАСА. У червні 2013 року він та ще сім кандидатів успішно пройшли відбір і розпочали базові тренування. До червня 2015 року Гейґ закінчив підготовку до майбутнього польоту, навчання включало наукові та технічні брифінги, знайомство із системами Міжнародної космічної станції, відпрацювання виходів у відкритий космос і навчання виживання на воді та в дикій природі. Льотну підготовку проходив на двомісному надзвуковому навчальному реактивному літаку Нортроп T-38 «Телон». У липні 2015 року Гейґ працював у відділенні операцій МКС, займався плануванням ресурсів й операціями.
Першим зі свого класу отримав призначення у космічний політ. У липні 2017 року на базі 179-го рятувального центру МНС у місті Ногінську у складі умовного екіпажу Олексія Овчиніна та Річарда Арнольда пройшов тренування виживання після посадки корабля. Міжвідомча комісія 30 листопада 2017 року затвердила екіпажі МКС на 2018 рік. Гейґ зайняв місце бортінженера у дублюючому екіпажі ТПК «Союз МС-08» і місце бортінженера основного екіпажу ТПК «Союз МС-10». Союз МС-08 був у космосі з 21 березня 2018 року до 4 жовтня 2018 року летів основний призначений екіпаж.
23 січня 2018 року медичною комісією визнано придатним до космічного польоту за станом здоров'я. 20 лютого 2018 року у Центрі підготовки космонавтів імені Юрія Гагаріна разом з Олексієм Овчиніним здав комплексне залікове тренування на тренажері ТПК «Союз МС», а 21 лютого 2018 року — екзаменаційне тренування на Російському сегменті МКС.

## Польоти

### Перший політ й аварія

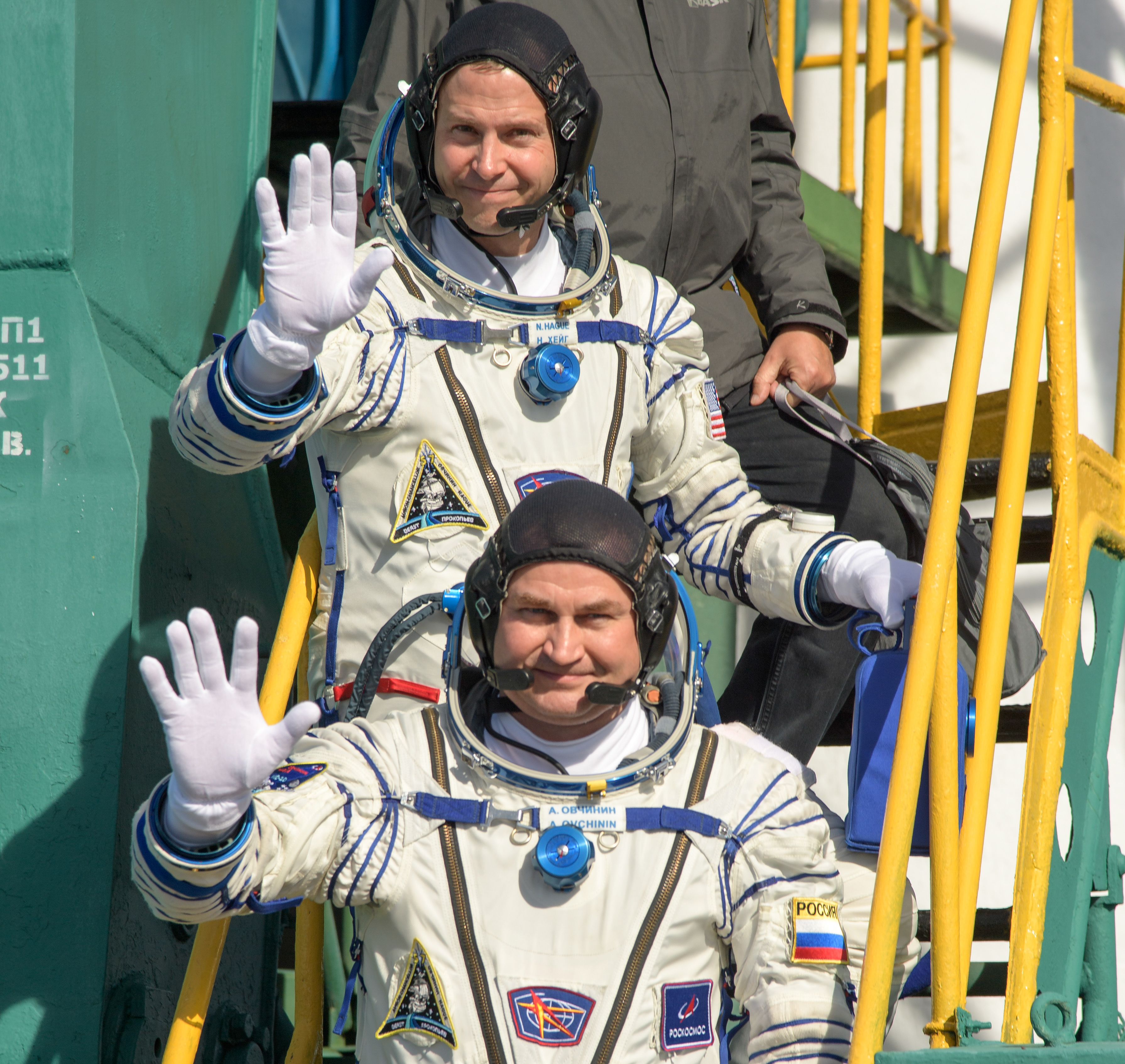
Екіпаж ТПК «Союз МС-10» перед стартом 11 жовтня 2018

11 жовтня 2018 року об 11:40:15 (мск) вирушив у політ з космодрому Байконур на МКС як бортінженер ТПК «Союз МС-10», командир Олексій Овчинін. На 119-й секунді польоту при відділенні бічних блоків першого ступеня від центрального блоку другого ступеня сталося аварійне відключення двигунів останнього. Система аварійного порятунку корабля «Союз-МС» відпрацювала штатно. Спрацював аварійний маяк, корабель розділився на відсіки та випустив парашут. Члени екіпажу космонавт Олексій Овчинін й астронавт Нік Гейґ здійснили екстрену посадку у Карагандинській області Казахстану та вийшли на зв'язок. Командир екіпажу зазначив, що під час аварійного спуску Нік діяв грамотно, холоднокровно, виконував контроль відстані до Землі в умовах перевантажень і вів радіообмін із наземними службами.

### Другий політ

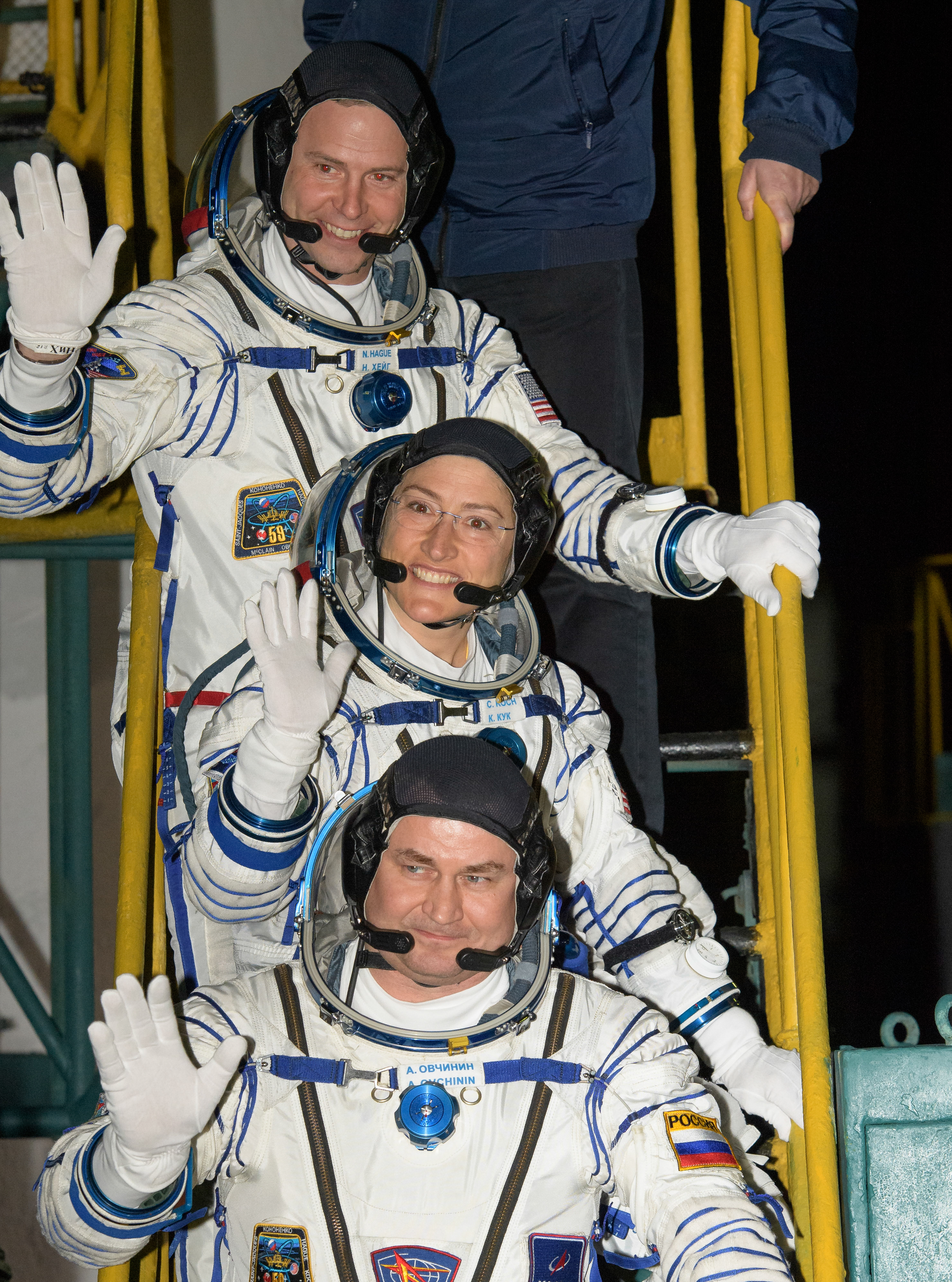
Екіпаж ТПК «Союз МС-12» перед стартом (14 березня 2019)

14 березня 2019 року о 22:14 (мск) разом із космонавтом Олексієм Овчиніним й астронавтом Крістіною Кох стартував із космодрому Байконур на ТПК «Союз МС-12». 15 березня 2019 року о 04:02 мск корабель пристикувався до стикувального вузла малого дослідного модуля «Рассвет» російського сегмента МКС, о 06:10 мск екіпаж перейшов на борт МКС.
Під час польоту разом з іншими членами екіпажу провів або брав участь у сотнях експериментів у галузі біології, біотехнології, фізичних наук і наук про Землю, включно з дослідженням пристроїв, які імітують структуру та функції людських органів, роботів, які вільно літають, і приладу для вимірювання розподілу вуглекислого газу на Землі.
22 березня 2019 року Гейґ й астронавт Енн Макклейн здійснили вихід у відкритий космос для проведення робіт на зовнішній поверхні МКС. Астронавти встановили адаптерні панелі на електрощиті та під'єднали до них три нові акумулятори на опорному сегменті P4 ферми МКС, до якої кріпляться сонячні панелі. Вихід у відкритий космос тривав понад 6 годин.
29 березня 2019 року Гейґ і астронавт Крістіна Кох здійснили вихід у відкритий космос для проведення робіт на зовнішній поверхні МКС. Вони продовжили роботи, розпочаті 22 березня під час попереднього виходу у відкритий космос з борту МКС, і провели заміну трьох нікель-водневих батарей на літій-іонні, а також провели підготовчі роботи для наступного виходу астронавтів у відкритий космос. Вихід у відкритий космос тривав 6,5 годин.
21 серпня 2019 року Гейґ й астронавт Ендрю Морган здійснили вихід у відкритий космос для виконання операцій підключення кабелів енергоживлення та зв'язку до встановленого на стикувальний модуль IDA-3 перехідника PMA-3. Модуль був встановлений механічною рукою Канадарм2 на своє штатне місце за кілька годин до виходу астронавтів у відкритий космос.
3 жовтня 2019 року о 14:00 мск апарат космічного корабля «Союз МС-12» з трьома членами екіпажу: космонавтом Олексієм Овчиніним, астронавтом Ніком Гейґом й учасником космічного польоту з Об'єднаних Арабських Еміратів Хазаа аль-Мансурі, здійснив посадку у казахстанському степу у 147 км на південний схід від міста Жезказган.
Статистика
| # | Стартовий корабель | Старт, UTC         | Експедиція              | Корабель посадки            | Посадка, UTC       | Наліт                       | Виходи у відкритий космос | Час у відкритому космосі |
| - | ------------------ | ------------------ | ----------------------- | --------------------------- | ------------------ | --------------------------- | ------------------------- | ------------------------ |
| 1 | Союз МС-10         | 11.10.2018 , 08:40 | Союз МС-10, МКС-57 / 58 | Союз МС-10 (аварійний пуск) | 11.10.2018 , 08:59 | 00 діб 00 годин 19 хвилин   | 0                         | 0                        |
| 2 | Союз МС-12         | 14.03.2019 , 19:14 | Союз МС-12, МКС-59 / 60 | Союз МС-12                  | 03.10.2019 , 10:59 | 202 діб 15 годин 44 хвилини | 3                         | 19 годин 56 хвилин       |
|   |                    |                    |                         |                             |                    | 202 діб 16 годин 03 хвилини | 3                         | 19 годин 56 хвилин       |

## Сім'я, захоплення

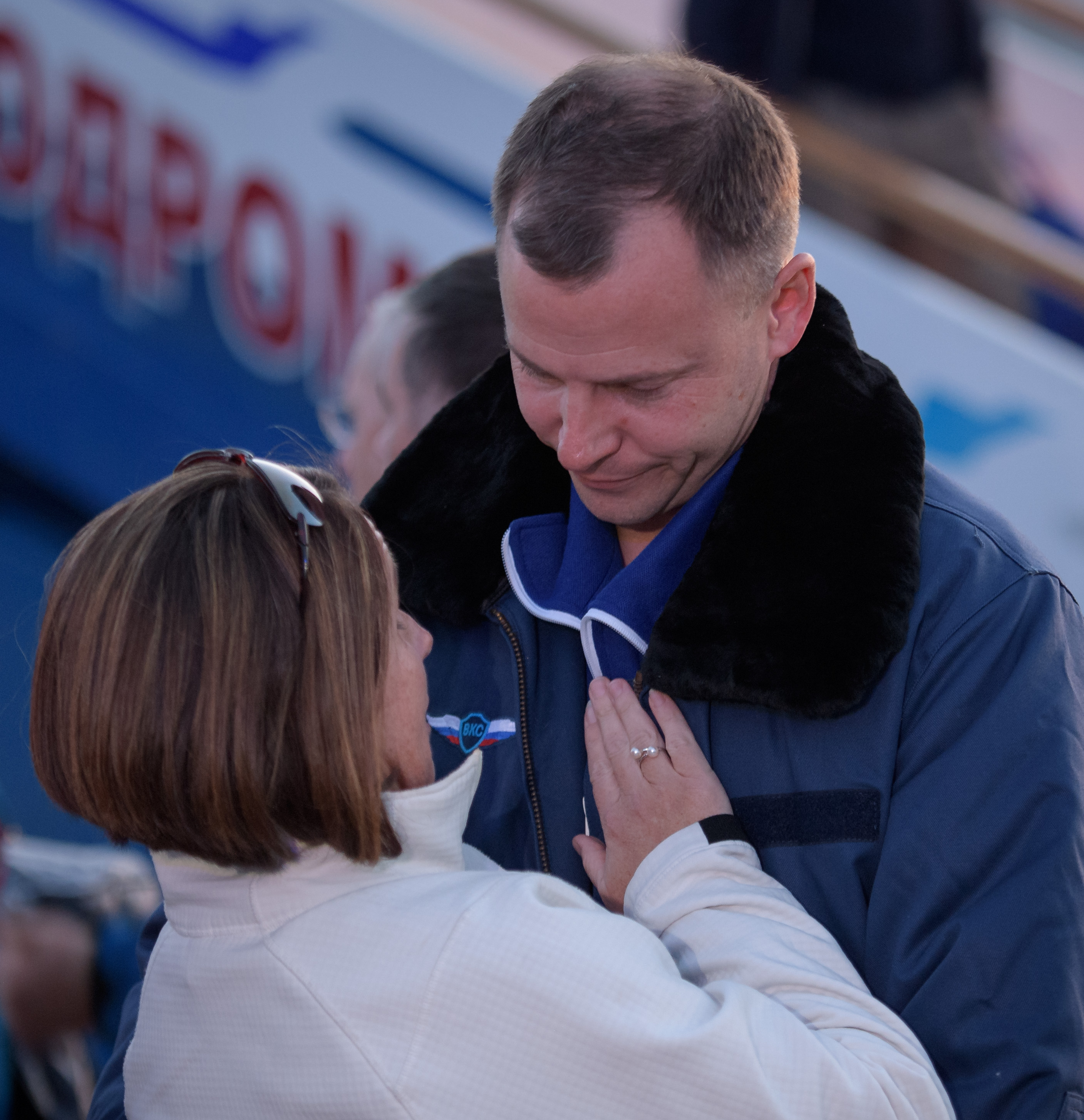
Тайлер і Кейті в аеропорту Крайній після аварійної посадки Союз МС-10

Одружений з підполковником ВПС Кейті Гейґ, з якою познайомився в Академії ПС США у 1996 році. У сім'ї двоє синів.
Нік захоплюється спортом, узимку ходить на лижах, а влітку плаває з аквалангом. Радіоаматор із позивним KG5TMV.

## Нагороди

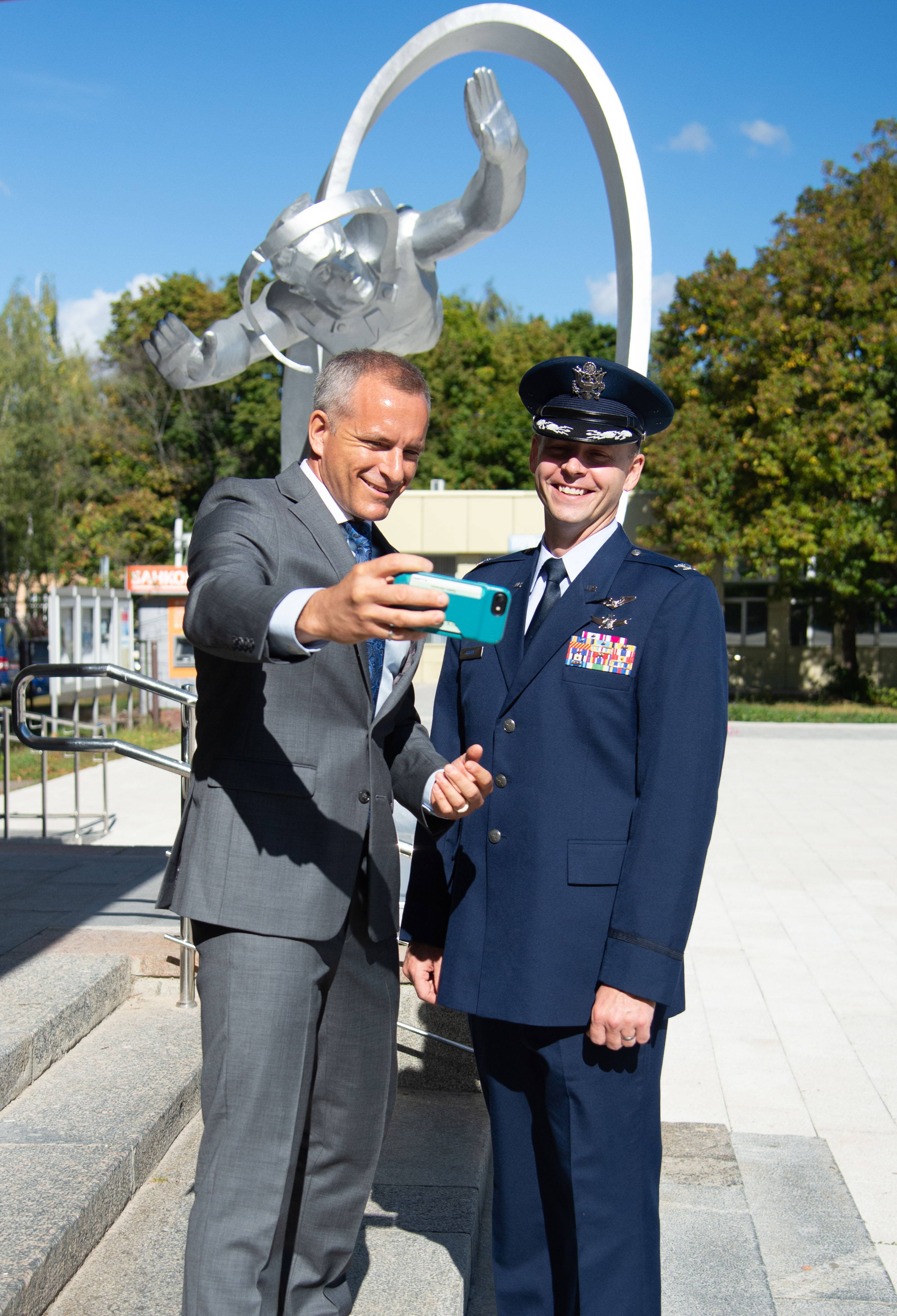
Гейґ у мундирі з нагородними планками; вересень 2018 року

За свою службу у Повітряних силах США та НАСА Нік Гейґ отримав наступні нагороди:
- Медаль за похвальну службу (двічі)
- Повітряна медаль (шість разів)
- Авіаційна медаль «За досягнення» (двічі)
- Похвальна медаль ПС (двічі)
- Медаль «За бойові дії» ПС США
- Медаль «За космічний політ»
- Медаль «За визначну службу» (НАСА)

Крім того, 4 жовтня 2019 року Указом Президента Російської Федерації «за мужність і високий професіоналізм, виявлені при виконанні службового обов'язку в умовах, пов'язаних з підвищеним ризиком для життя при виникненні позаштатної ситуації на космодромі Байконур», він був нагороджений орденом Мужності.